# 2. česká hokejová liga 2021/2022
Sezóna 2021/22 je 29. ročníkem 2. české hokejové ligy. Soutěže se zúčastnilo celkem 24 týmů. Tato hokejová soutěž je 3. nejvyšší hokejovou soutěží v České republice . Nejvyšší soutěží je Tipsport extraliga, druhou nejvyšší soutěží je pak Chance liga, tato stránka pojednává o třetí nejvyšší hokejové soutěži v České republice.
Vzhledem k tomu, že byla minulá sezóna kvůli pandemii covidu-19 předčasně ukončena, nekonaly se žádné postupy a sestupy. Před startem ročníku došlo ke dvěma převodům licencí: HC BAK Trutnov na HC Letci Letňany a Aqotec Orli Znojmo na HC Kometa Brno B.

## Přehled účastníků
Skupina Sever: HC Letci Letňany, Dvůr Králové, Mostečtí lvi, HC WIKOV Hronov, HC Vlci Jablonec nad Nisou, BK Nová Paka, HC Děčín, HC Draci Bílina
Skupina Jih: HC Tábor, HC Příbram, HC Kobra Praha, BK Havlíčkův Brod, SHC Klatovy, HC Stadion Cheb, IHC Králové Písek, HC Řisuty
Skupina Východ: HC Bobři Valašské Meziříčí, HK Nový Jičín, HC ISMM Kopřivnice, HC Slezan Opava, SKLH Žďár nad Sázavou, HC Kometa Brno B, HHK Velké Meziříčí, SHK Hodonín

## Formát soutěže

### Základní část
Všech 24 celků bylo rozdělených do tří osmičlenných skupin. V rámci skupiny se utkal šestikolově každý s každým, celkem tedy 42 zápasů.

### Play off
Do play off postoupily z každé skupiny 4 nejlepší týmy. Semifinále a finále se hraje v rámci každé skupiny zvlášť. Hraje se na 4 vítězné zápasy. Tři vítězové finále jednotlivých skupin postupují do kvalifikační skupiny o baráž o 1. ligu.

### Kvalifikace o baráž o 1. ligu
Tři vítězové finále play off jednotlivých skupin se utkají dvoukolově každý s každým, každý tým tak odehraje 4 zápasy. Vítěz této skupiny postoupí do baráže o 1. ligu, kde se v sérii na čtyři vítězné zápasy utká s vítězem play down 1. ligy.

### Skupina o udržení
Týmy z posledních míst jednotlivých skupin se spolu střetnou o udržení dvoukolově každý s každým. Poslední dva týmy sestupují do krajského přeboru.

## Základní část
| Vysvětlivka                   |
| ----------------------------- |
| Postup do semifinále play off |
| Tým vyřazen                   |
| Skupina o udržení             |

### Skupina Sever
| Poř. | Tým                             | Z  | V  | VP | PP | P  | VG  | OG  | B  |
| ---- | ------------------------------- | -- | -- | -- | -- | -- | --- | --- | -- |
| 1.   | HC Letci Letňany                | 42 | 27 | 2  | 5  | 8  | 203 | 104 | 90 |
| 2.   | HC RODOS Dvůr Králové nad Labem | 42 | 26 | 5  | 0  | 11 | 195 | 115 | 88 |
| 3.   | Mostečtí lvi                    | 42 | 25 | 1  | 4  | 12 | 222 | 159 | 81 |
| 4.   | HC WIKOV Hronov                 | 42 | 20 | 4  | 3  | 15 | 181 | 155 | 71 |
| 5.   | HC Vlci Jablonec nad Nisou      | 42 | 15 | 4  | 3  | 20 | 170 | 182 | 56 |
| 6.   | BK Nová Paka                    | 42 | 14 | 6  | 1  | 21 | 160 | 163 | 55 |
| 7.   | HC Děčín                        | 42 | 10 | 1  | 3  | 28 | 136 | 231 | 35 |
| 8.   | HC Draci Bílina                 | 42 | 8  | 0  | 4  | 30 | 142 | 300 | 28 |

### Skupina Jih
| Poř. | Tým               | Z  | V  | VP | PP | P  | VG  | OG  | B   |
| ---- | ----------------- | -- | -- | -- | -- | -- | --- | --- | --- |
| 1.   | HC Tábor          | 42 | 32 | 1  | 2  | 7  | 224 | 105 | 100 |
| 2.   | HC Příbram        | 42 | 27 | 3  | 3  | 9  | 194 | 122 | 90  |
| 3.   | HC Kobra Praha    | 42 | 25 | 2  | 4  | 11 | 187 | 138 | 83  |
| 4.   | BK Havlíčkův Brod | 42 | 17 | 3  | 1  | 21 | 151 | 173 | 58  |
| 5.   | SHC Klatovy       | 42 | 15 | 3  | 5  | 19 | 158 | 185 | 56  |
| 6.   | HC Stadion Cheb   | 42 | 13 | 4  | 0  | 25 | 142 | 183 | 47  |
| 7.   | IHC Králové Písek | 42 | 12 | 0  | 2  | 28 | 174 | 218 | 38  |
| 8.   | HC Řisuty         | 42 | 9  | 2  | 1  | 30 | 112 | 218 | 32  |

### Skupina Východ
| Poř. | Tým                        | Z  | V  | VP | PP | P  | VG  | OG  | B  |
| ---- | -------------------------- | -- | -- | -- | -- | -- | --- | --- | -- |
| 1.   | HC Bobři Valašské Meziříčí | 42 | 25 | 3  | 4  | 10 | 157 | 95  | 85 |
| 2.   | HK Nový Jičín              | 42 | 23 | 3  | 3  | 13 | 137 | 128 | 78 |
| 3.   | HC ISMM Kopřivnice         | 42 | 18 | 4  | 3  | 17 | 142 | 121 | 65 |
| 4.   | HC Slezan Opava            | 42 | 15 | 5  | 6  | 16 | 128 | 121 | 61 |
| 5.   | SKLH Žďár nad Sázavou      | 42 | 17 | 3  | 4  | 18 | 138 | 155 | 61 |
| 6.   | HC Kometa Brno "B"         | 42 | 17 | 2  | 2  | 21 | 114 | 120 | 57 |
| 7.   | HHK Velké Meziříčí         | 42 | 15 | 4  | 1  | 22 | 135 | 162 | 54 |
| 8.   | SHK Hodonín                | 42 | 12 | 2  | 3  | 25 | 110 | 159 | 43 |

## Play off

### Skupina Sever

#### Semifinále

##### Letňany (1.) - Hronov (4.)
| 1. března 2022 18:00 | HC Letci Letňany | 4:2 (1:1, 1:1, 2:0) | HC WIKOV Hronov | ICE ARENA Letňany, Praha 18 Návštěvnost: 271 |  |

| Report |

| 3. března 2022 18:00 | HC WIKOV Hronov | 1:6 (1:3, 0:3, 0:0) | HC Letci Letňany | Wikov aréna, Hronov Návštěvnost: 524 |  |

| Report |

| 5. března 2022 15:00 | HC Letci Letňany | 2:0 (2:0, 0:0, 0:0) | HC WIKOV Hronov | ICE ARENA Letňany, Praha 18 Návštěvnost: 271 |  |

| Report |

| 7. března 2022 18:00 | HC WIKOV Hronov | 2:3 (0:1, 1:0, 1:2) | HC Letci Letňany | Wikov aréna, Hronov Návštěvnost: 540 |  |

| Report |

Konečný stav série 4:0 na zápasy pro HC Letci Letňany.

##### Dvůr Králové nad Labem (2.) - Most (3.)
| 1. března 2022 18:00 | HC Rodos Dvůr Králové | 3:1 (0:0, 2:0, 1:1) | MOSTEČTÍ LVI | Zimní stadion Dvůr Králové nad Labem, Dvůr Králové nad Labem Návštěvnost: 452 |  |

| Report |

| 3. března 2022 18:00 | MOSTEČTÍ LVI | 6:3 (4:1, 2:2, 0:0) | HC Rodos Dvůr Králové | A-BENET Arena, Most Návštěvnost: 338 |  |

| Report |

| 5. března 2022 17:00 | HC Rodos Dvůr Králové | 2:3 po s.n. (0:2) (1:0, 0:1, 1:1 - 0:0) | MOSTEČTÍ LVI | Zimní stadion Dvůr Králové nad Labem, Dvůr Králové nad Labem Návštěvnost: 520 |  |

| Report |

| 7. března 2022 18:00 | MOSTEČTÍ LVI | 0:3 (0:0, 0:0, 0:3) | HC Rodos Dvůr Králové | A-BENET Arena, Most Návštěvnost: 381 |  |

| Report |

| 9. března 2022 18:00 | HC Rodos Dvůr Králové | 1:3 (0:1, 1:0, 0:2) | MOSTEČTÍ LVI | Zimní stadion Dvůr Králové nad Labem, Dvůr Králové nad Labem Návštěvnost: 552 |  |

| Report |

| 11. března 2022 18:00 | MOSTEČTÍ LVI | 2:4 (0:1, 1:3, 1:0) | HC Rodos Dvůr Králové | A-BENET Arena, Most Návštěvnost: 585 |  |

| Report |

| 13. března 2022 17:00 | HC Rodos Dvůr Králové | 3:2 po s.n. (1:0) (0:1, 1:1, 1:0 - 0:0) | MOSTEČTÍ LVI | Zimní stadion Dvůr Králové nad Labem, Dvůr Králové nad Labem Návštěvnost: 767 |  |

| Report |

Konečný stav série 4:3 na zápasy pro HC Rodos Dvůr Králové.

#### Finále

##### Letňany (1.) – Dvůr Králové nad Labem (2.)
| 16. března 2022 18:00 | HC Letci Letňany | 2:4 (2:1, 0:0, 0:3) | HC Rodos Dvůr Králové | ICE ARENA Letňany, Praha 18 Návštěvnost: 397 |  |

| Report |

| 18. března 2022 18:00 | HC Rodos Dvůr Králové | 2:1 po s.n. (2:1) (1:0, 0:0, 0:1 - 0:0) | HC Letci Letňany | Zimní stadion Dvůr Králové nad Labem, Dvůr Králové nad Labem Návštěvnost: 885 |  |

| Report |

| 20. března 2022 15:00 | HC Letci Letňany | 4:1 (1:1, 2:0, 1:0) | HC Rodos Dvůr Králové | ICE ARENA Letňany, Praha 18 Návštěvnost: 329 |  |

| Report |

| 22. března 2022 18:00 | HC Rodos Dvůr Králové | 2:3 po prodl. (0:0, 2:1, 0:1 - 0:1) | HC Letci Letňany | Zimní stadion Dvůr Králové nad Labem, Dvůr Králové nad Labem Návštěvnost: 902 |  |

| Report |

| 24. března 2022 18:00 | HC Letci Letňany | 1:6 (0:1, 0:2, 1:3) | HC Rodos Dvůr Králové | ICE ARENA Letňany, Praha 18 Návštěvnost: 550 |  |

| Report |

| 26. března 2022 18:00 | HC Rodos Dvůr Králové | 0:3 (0:0, 0:2, 0:1) | HC Letci Letňany | Zimní stadion Dvůr Králové nad Labem, Dvůr Králové nad Labem Návštěvnost: 937 |  |

| Report |

| 28. března 2022 18:00 | HC Letci Letňany | 2:4 (0:2, 0:1, 2:1) | HC Rodos Dvůr Králové | ICE ARENA Letňany, Praha 18 Návštěvnost: 550 |  |

| Report |

Konečný stav série 4:3 pro tým HC Rodos Dvůr Králové, který postupuje do kvalifikace o postup do baráže o 1. ligu.

### Skupina Jih

#### Semifinále

##### Tábor (1.) - Havlíčkův Brod (4.)
| 1. března 2022 18:00 | HC Tábor | 9:5 (0:0, 6:3, 3:2) | BK Havlíčkův Brod | Zimní stadion Tábor, Tábor Návštěvnost: 1 672 |  |

| Report |

| 3. března 2022 18:00 | BK Havlíčkův Brod | 2:4 (0:2, 1:1, 1:1) | HC Tábor | Zimní stadion Kotlina, Havlíčkův Brod Návštěvnost: 518 |  |

| Report |

| 5. března 2022 18:00 | HC Tábor | 6:1 (1:0, 3:0, 2:1) | BK Havlíčkův Brod | Zimní stadion Tábor, Tábor Návštěvnost: 2 321 |  |

| Report |

| 7. března 2022 18:00 | BK Havlíčkův Brod | 2:10 (2:2, 0:3, 0:5) | HC Tábor | Zimní stadion Kotlina, Havlíčkův Brod Návštěvnost: 392 |  |

| Report |

Konečný stav série 4:0 na zápasy pro HC Tábor.

##### Příbram (2.) - Kobra Praha (3.)
| 1. března 2022 18:30 | HC Příbram | 5:2 (1:0, 2:2, 2:0) | HC Kobra Praha | Zimní stadion Příbram, Příbram Návštěvnost: 403 |  |

| Report |

| 3. března 2022 18:00 | HC Kobra Praha | 1:2 po s.n. (1:2) (0:0, 0:0, 1:1 - 0:0) | HC Příbram | Zimní stadion HC Kobra Praha, Praha 4 Návštěvnost: 247 |  |

| Report |

| 5. března 2022 17:00 | HC Příbram | 0:4 (0:1, 0:1, 0:2) | HC Kobra Praha | Zimní stadion Příbram, Příbram Návštěvnost: 627 |  |

| Report |

| 7. března 2022 18:00 | HC Kobra Praha | 2:4 (0:1, 0:2, 2:1) | HC Příbram | Zimní stadion HC Kobra Praha, Praha 4 Návštěvnost: 280 |  |

| Report |

| 9. března 2022 18:30 | HC Příbram | 3:2 (0:2, 1:0, 2:0) | HC Kobra Praha | Zimní stadion Příbram, Příbram Návštěvnost: 631 |  |

| Report |

Konečný stav série 4:1 na zápasy pro HC Příbram.

#### Finále

##### Tábor (1.) – Příbram (2.)
| 16. března 2022 18:00 | HC Tábor | 7:2 (3:1, 0:1, 4:0) | HC Příbram | Zimní stadion Tábor, Tábor Návštěvnost: 2 765 |  |

| Report |

| 18. března 2022 18:30 | HC Příbram | 3:2 po prodl. (0:1, 2:0, 0:1 - 1:0) | HC Tábor | Zimní stadion Příbram, Příbram Návštěvnost: 1 250 |  |

| Report |

| 20. března 2022 18:00 | HC Tábor | 7:4 (3:1, 2:2, 2:1) | HC Příbram | Zimní stadion Tábor, Tábor Návštěvnost: 3 276 |  |

| Report |

| 22. března 2022 18:30 | HC Příbram | 3:6 (0:1, 0:3, 3:2) | HC Tábor | Zimní stadion Příbram, Příbram Návštěvnost: 1 360 |  |

| Report |

| 24. března 2022 18:00 | HC Tábor | 3:0 (1:0, 1:0, 1:0) | HC Příbram | Zimní stadion Tábor, Tábor Návštěvnost: 3 321 |  |

| Report |

Konečný stav série 4:1 pro tým HC Tábor, který postupuje do kvalifikace o postup do baráže o 1. ligu.

### Skupina Východ

#### Semifinále

##### Valašské Meziříčí (1.) - Opava (4.)
| 1. března 2022 18:00 | HC Bobři Valašské Meziříčí | 3:0 (1:0, 1:0, 1:0) | HC Slezan Opava | Zimní stadion Valašské Meziříčí, Valašské Meziříčí Návštěvnost: 510 |  |

| Report |

| 3. března 2022 18:00 | HC Slezan Opava | 3:1 (0:0, 1:1, 2:0) | HC Bobři Valašské Meziříčí | Zimní stadion Opava, Opava Návštěvnost: 797 |  |

| Report |

| 5. března 2022 17:00 | HC Bobři Valašské Meziříčí | 4:0 (1:0, 2:0, 1:0) | HC Slezan Opava | Zimní stadion Valašské Meziříčí, Valašské Meziříčí Návštěvnost: 605 |  |

| Report |

| 7. března 2022 18:00 | HC Slezan Opava | 4:3 po prodl. (0:0, 0:2, 3:1) | HC Bobři Valašské Meziříčí | Zimní stadion Opava, Opava Návštěvnost: 1 314 |  |

| Report |

| 9. března 2022 18:00 | HC Bobři Valašské Meziříčí | 2:3 (1:1, 1:1, 0:1) | HC Slezan Opava | Zimní stadion Valašské Meziříčí, Valašské Meziříčí Návštěvnost: 556 |  |

| Report |

| 11. března 2022 18:00 | HC Slezan Opava | 2:1 po prodl. (0:1, 1:0, 0:0 - 1:0) | HC Bobři Valašské Meziříčí | Zimní stadion Opava, Opava Návštěvnost: 2 304 |  |

| Report |

Konečný stav série 4:2 na zápasy pro HC Slezan Opava.

##### Nový Jičín (2.) - Kopřivnice (3.)
| 1. března 2022 18:00 | HK Nový Jičín | 3:2 (1:0, 2:2, 0:0) | HC ISMM Kopřivnice | Zimní stadion Nový Jičín, Nový Jičín Návštěvnost: 858 |  |

| Report |

| 3. března 2022 18:00 | HC ISMM Kopřivnice | 4:3 po prodl. (0:2, 3:1, 0:0 - 1:0) | HK Nový Jičín | Zimní stadion Kopřivnice, Kopřivnice Návštěvnost: 1 296 |  |

| Report |

| 5. března 2022 18:00 | HK Nový Jičín | 8:1 (3:1, 2:0, 3:0) | HC ISMM Kopřivnice | Zimní stadion Nový Jičín, Nový Jičín Návštěvnost: 1 656 |  |

| Report |

| 7. března 2022 18:00 | HC ISMM Kopřivnice | 2:3 (2:0, 0:0, 0:3) | HK Nový Jičín | Zimní stadion Kopřivnice, Kopřivnice Návštěvnost: 1 611 |  |

| Report |

| 9. března 2022 18:00 | HK Nový Jičín | 3:1 (1:1, 1:0, 1:0) | HC ISMM Kopřivnice | Zimní stadion Nový Jičín, Nový Jičín Návštěvnost: 1 058 |  |

| Report |

Konečný stav série 4:1 na zápasy pro HK Nový Jičín.

#### Finále

##### Nový Jičín (2.) – Opava (4.)
| 16. března 2022 18:00 | HK Nový Jičín | 6:0 (2:0, 1:0, 3:0) | HC Slezan Opava | Zimní stadion Nový Jičín, Nový Jičín Návštěvnost: 948 |  |

| Report |

| 18. března 2022 18:00 | HC Slezan Opava | 3:7 (1:2, 1:4, 1:1) | HK Nový Jičín | Zimní stadion Opava, Opava Návštěvnost: 3 698 |  |

| Report |

| 20. března 2022 18:00 | HK Nový Jičín | 3:2 (1:0, 1:1, 1:1) | HC Slezan Opava | Zimní stadion Nový Jičín, Nový Jičín Návštěvnost: 1 142 |  |

| Report |

| 22. března 2022 18:00 | HC Slezan Opava | 4:6 (2:2, 2:1, 0:3) | HK Nový Jičín | Zimní stadion Opava, Opava Návštěvnost: 1 020 |  |

| Report |

Konečný stav série 4:0 pro tým HK Nový Jičín, který postupuje do kvalifikace o postup do baráže o 1. ligu.

## O postup do baráže o 1. ligu

#### Tabulka
| Poř. | Tým                   | Z | V | VP | PP | P | VG | OG | B |
| ---- | --------------------- | - | - | -- | -- | - | -- | -- | - |
| 1.   | HC Tábor              | 4 | 3 | 0  | 0  | 1 | 17 | 11 | 9 |
| 2.   | HC Rodos Dvůr Králové | 4 | 2 | 0  | 0  | 2 | 14 | 12 | 6 |
| 3.   | HK Nový Jičín         | 4 | 1 | 0  | 0  | 3 | 11 | 19 | 3 |

| Vysvětlivka         |
| ------------------- |
| Baráž o Chance ligu |

#### Zápasy
| 31. března 2022 18:00 | HC Rodos Dvůr Králové | 6:3 (2:1, 1:1, 3:1) | HK Nový Jičín | Zimní stadion Dvůr Králové nad Labem, Dvůr Králové nad Labem Návštěvnost: 913 |  |

| Report |

| 2. dubna 2022 18:00 | HC Tábor | 4:2 (1:1, 2:1, 1:0) | HC Rodos Dvůr Králové | Zimní stadion Tábor, Tábor Návštěvnost: 3 895 |  |

| Report |

| 4. dubna 2022 18:00 | HK Nový Jičín | 6:4 (1:1, 3:0, 2:3) | HC Tábor | Zimní stadion Nový Jičín, Nový Jičín Návštěvnost: 828 |  |

| Report |

| 6. dubna 2022 18:00 | HK Nový Jičín | 1:4 (0:1, 0:1, 1:2) | HC Rodos Dvůr Králové | Zimní stadion Nový Jičín, Nový Jičín Návštěvnost: 1 150 |  |

| Report |

| 8. dubna 2022 18:00 | HC Rodos Dvůr Králové | 2:4 (0:1, 1:1, 1:2) | HC Tábor | Zimní stadion Dvůr Králové nad Labem, Dvůr Králové nad Labem Návštěvnost: 1 206 |  |

| Report |

| 10. dubna 2022 18:00 | HC Tábor | 5:1 (1:0, 1:1, 3:0) | HK Nový Jičín | Zimní stadion Tábor, Tábor Návštěvnost: 4 237 |  |

| Report |

## Skupina o udržení

#### Tabulka
| Poř. | Tým             | Z | V | VP | PP | P | VG | OG | B |
| ---- | --------------- | - | - | -- | -- | - | -- | -- | - |
| 1.   | SHK Hodonín     | 4 | 3 | 0  | 0  | 1 | 27 | 16 | 9 |
| 2.   | HC Řisuty       | 4 | 2 | 0  | 0  | 2 | 17 | 19 | 6 |
| 3.   | HC Draci Bílina | 4 | 1 | 0  | 0  | 3 | 14 | 23 | 3 |

| Vysvětlivka                 |
| --------------------------- |
| Udržení se ve 2. lize       |
| Sestup do krajského přeboru |

#### Zápasy
| 2. března 2022 18:00 | HC Draci Bílina | 8:4 (2:2, 3:0, 3:2) | HC Řisuty | Zimní stadion Bílina, Bílina Návštěvnost: 101 |  |

| Report |

| 5. března 2022 17:00 | SHK Hodonín | 5:3 (0:2, 1:1, 4:0) | HC Draci Bílina | Zimní stadion Václava Nedomanského, Hodonín Návštěvnost: 531 |  |

| Report |

| 9. března 2022 19:00 | HC Řisuty | 8:4 (1:4, 5:0, 2:0) | SHK Hodonín | Zimní stadion Slaný, Slaný Návštěvnost: 78 |  |

| Report |

| 12. března 2022 18:00 | HC Řisuty | 2:1 (0:0, 1:0, 1:1) | HC Draci Bílina | Zimní stadion Slaný, Slaný Návštěvnost: 186 |  |

| Report |

| 16. března 2022 18:00 | HC Draci Bílina | 2:12 (2:1, 0:5, 0:6) | SHK Hodonín | Zimní stadion Bílina, Bílina Návštěvnost: 145 |  |

| Report |

| 19. března 2022 17:00 | SHK Hodonín | 6:3 (0:2, 2:1, 4:0) | HC Řisuty | Zimní stadion Václava Nedomanského, Hodonín Návštěvnost: 710 |  |

| Report |

## Kvalifikace o postup do 2. ligy
Přeborníci společného Plzeňského a Karlovarského krajského přeboru (HK Rokycany), Libereckého krajského přeboru (HC Jičín), společného Královéhradeckého a Pardubického krajského přeboru (HC Kohouti Česká Třebová) a Moravskoslezského krajského přeboru (HC Bohumín) neprojevili o účast v kvalifikaci zájem. V Olomouckém kraji se žádný krajský přebor nepořádal. Zbylých šest účastníků bylo rozděleno do dvou skupin po třech týmech, ve kterých se utkají dvoukolově každý s každým. Vítězové obou skupin si zajistí postup do dalšího ročníku 2. ligy.

### Seznam přihlášených účastníků
- Piráti Chomutov (přeborník Ústeckého krajského přeboru)
- HC Junior Mělník (přeborník Středočeského krajského přeboru)
- HC Hvězda Praha (přeborník Pražského přeboru)
- Moravskobudějovický HOKEJ (přeborník Přeboru Kraje Vysočina)
- HC Samson České Budějovice (přeborník Jihočeského krajského přeboru)
- SHKM Hodonín (přeborník společného Jihomoravského a Zlínského krajského přeboru)

### Kvalifikace Sever

#### Tabulka
| Poř. | Tým              | Z | V | VP | PP | P | VG | OG | B |
| ---- | ---------------- | - | - | -- | -- | - | -- | -- | - |
| 1.   | Piráti Chomutov  | 4 | 3 | 0  | 0  | 1 | 22 | 11 | 9 |
| 2.   | HC Hvězda Praha  | 4 | 2 | 0  | 0  | 2 | 19 | 14 | 6 |
| 3.   | HC Junior Mělník | 4 | 1 | 0  | 0  | 3 | 9  | 25 | 3 |

| Vysvětlivka       |
| ----------------- |
| Postup do 2. ligy |

#### Zápasy
| 25. března 2022 18:30 | HC Junior Mělník | 4:2 (2:2, 2:0, 0:0) | HC Hvězda Praha | Zimní stadion Mělník, Mělník Návštěvnost: 370 |  |

| Report |

| 27. března 2022 16:00 | Piráti Chomutov | 6:1 (2:0, 0:0, 4:1) | HC Junior Mělník | Rocknet aréna, Chomutov Návštěvnost: 2 584 |  |

| Report |

| 1. dubna 2022 18:00 | HC Hvězda Praha | 4:5 (3:2, 0:2, 1:1) | Piráti Chomutov | Zimní stadion Hvězda, Praha 6 Návštěvnost: 510 |  |

| Report |

| 3. dubna 2022 17:30 | HC Hvězda Praha | 8:3 (3:2, 1:0, 4:1) | HC Junior Mělník | Zimní stadion Hvězda, Praha 6 Návštěvnost: 245 |  |

| Report |

| 8. dubna 2022 18:30 | HC Junior Mělník | 1:9 (0:2, 1:5, 0:2) | Piráti Chomutov | Zimní stadion Mělník, Mělník Návštěvnost: 780 |  |

| Report |

| 10. dubna 2022 16:00 | Piráti Chomutov | 2:5 (0:2, 0:3, 2:0) | HC Hvězda Praha | Rocknet aréna, Chomutov Návštěvnost: 1 687 |  |

| Report |

### Kvalifikace Jih

#### Tabulka
| Poř. | Tým                        | Z | V | VP | PP | P | VG | OG | B |
| ---- | -------------------------- | - | - | -- | -- | - | -- | -- | - |
| 1.   | SHKM Hodonín               | 4 | 3 | 0  | 0  | 1 | 22 | 12 | 9 |
| 2.   | Moravskobudějovický HOKEJ  | 4 | 2 | 0  | 1  | 1 | 16 | 16 | 7 |
| 3.   | HC Samson České Budějovice | 4 | 0 | 1  | 0  | 3 | 8  | 18 | 2 |

| Vysvětlivka       |
| ----------------- |
| Postup do 2. ligy |

#### Zápasy
| 25. března 2022 19:00 | Moravskobudějovický HOKEJ | 3:8 (0:1, 2:5, 1:2) | SHKM Hodonín | Zimní stadion Moravské Budějovice, Moravské Budějovice Návštěvnost: 366 |  |

| Report |

| 27. března 2022 18:00 | Moravskobudějovický HOKEJ | 3:4 po prodl. (0:1, 2:1, 1:1 - 0:1) | HC Samson České Budějovice | Zimní stadion Moravské Budějovice, Moravské Budějovice Návštěvnost: 478 |  |

| Report |

| 1. dubna 2022 18:30 | SHKM Hodonín | 4:5 (0:2, 1:3, 3:0) | Moravskobudějovický HOKEJ | Zimní stadion Václava Nedomanského, Hodonín Návštěvnost: 1 565 |  |

| Report |

| 3. dubna 2022 17:00 | HC Samson České Budějovice | 4:5 (1:3, 0:1, 3:1) | SHKM Hodonín | Hokejové Centrum Pouzar, České Budějovice Návštěvnost: 215 |  |

| Report |

| 8. dubna 2022 | HC Samson České Budějovice | 0:5 Kontumováno | Moravskobudějovický HOKEJ | Hokejové Centrum Pouzar, České Budějovice |  |

| Report |

| 10. dubna 2022 | SHKM Hodonín | 5:0 Kontumováno | HC Samson České Budějovice | Zimní stadion Václava Nedomanského, Hodonín |  |